# 콘래드 홀
콘래드 라프카디오 홀(영어: Conrad Hall, 1926년 6월 21일 ~ 2003년 1월 6일)은 미국의 영화 촬영 기사이다. 타히티 섬 태생으로, 아버지 제임스 노먼 홀은 《바운티 호의 반란》의 원작자인 소설가였다. 이름은 조지프 콘래드와 라프카디오 헌의 이름에서 따온 것. 아카데미 촬영상 수상작인 조지 로이 힐 감독의 《내일을 향해 쏴라》(1969), 《아메리칸 뷰티》(1999), 《로드 투 퍼디션》(2002)으로 알려져 있으며, 이외에 리처드 브룩스, 존 슐레진저, 스티븐 제일리언 감독의 작품들도 유명하다. 2003년 타계했고, 아들 콘래드 W. 홀이 그의 뒤를 이어 촬영 감독으로 활동중이다.

## 연출 작품 목록

### 영화
| 연도 | 제목                | 원제                               | 감독                | 비고                                             |
| ---- | ------------------- | ---------------------------------- | ------------------- | ------------------------------------------------ |
| 1966 | 4인의 프로페셔날    | The Professionals                  | 리처드 브룩스       | 아카데미 촬영상 후보                             |
| 1967 | 인 콜드 블러드      | In Cold Blood                      | 리처드 브룩스       | 아카데미 촬영상 후보                             |
| 1967 | 폭력탈옥            | Cool Hand Luke                     | 스튜어트 로젠버그   |                                                  |
| 1988 | 태평양의 지옥       | Hell in the Pacific                | 존 부어먼           |                                                  |
| 1969 | 내일을 향해 달려라  | Tell Them Willie Boy Is Here       | 에이브러햄 폴론스키 |                                                  |
| 1969 | 해피 엔딩           | The Happy Ending                   | 리처드 브룩스       |                                                  |
| 1969 | 내일을 향해 쏴라    | Butch Cassidy and the Sundance Kid | 조지 로이 힐        | 아카데미 촬영상 수상 영국 아카데미상 촬영상 수상 |
| 1972 | 팻 시티             | Fat City                           | 존 휴스턴           |                                                  |
| 1974 | 캐치 마이 소울      | Catch My Soul                      | 패트릭 맥구한       |                                                  |
| 1975 | 스마일              | Smile                              | 마이클 리치         |                                                  |
| 1975 | 부서진 세월         | The Day of the Locust              | 존 슐레진저         | 아카데미 촬영상 후보                             |
| 1976 | 마라톤 맨           | Marathon Man                       | 존 슐레진저         |                                                  |
| 1988 | 불타는 태양         | Tequila Sunrise                    | 로버트 타운         | 아카데미 촬영상 후보                             |
| 1991 | 클래스 액션         | Class Action                       | 마이클 앱티드       |                                                  |
| 1992 | 제니퍼 연쇄살인사건 | Jennifer 8                         | 브루스 로빈슨       |                                                  |
| 1993 | 위대한 승부         | Searching for Bobby Fischer        | 스티븐 제일리언     | 아카데미 촬영상 후보                             |
| 1994 | 러브 어페어         | Love Affair                        | 글렌 고든 캐런      |                                                  |
| 1998 | 시빌 액션           | A Civil Action                     | 스티븐 제일리언     | 아카데미 촬영상 후보                             |
| 1998 | 한계는 없다         | Without Limits                     | 로버트 타운         |                                                  |
| 1999 | 아메리칸 뷰티       | American Beauty                    | 샘 멘디스           | 아카데미 촬영상 수상                             |
| 2002 | 로드 투 퍼디션      | Road to Perdition                  | 샘 멘디스           | 아카데미 촬영상 수상                             |